# كانغ يي وون
كانغ يي وون (بالكورية: 강예원)‏ هي ممثلة كورية جنوبية. ولدت يوم 15 مارس 1980 في دايغو في كوريا الجنوبية.

## روابط خارجية
- كانغ يي وون على موقع IMDb (الإنجليزية)
- كانغ يي وون على موقع روتن توميتوز (الإنجليزية)
- كانغ يي وون على موقع أول موفي (الإنجليزية)
- كانغ يي وون على موقع قاعدة بيانات الفيلم (الإنجليزية)